# ドラマ・シンフォニー
ドラマ・シンフォニーは、葛飾エフエム放送（78.9MHz）にて、2009年10月5日～2012年3月26日まで放送していた30分のラジオドラマ番組。

## 概要
元は、週1回の放送だったが、ファンからの要望に応える形で、再放送・再々放送が増え、1週間に3回放送されていた。
全ての製作をヨコザワ・プロダクションが行なっていた。
横澤丈二がオリジナルラジオドラマを毎週1話書き下ろし、横澤丈二が代表を務める株式会社ヨコザワ・プロダクションの役者が演じ、収録している。番組内で放送されていたラジオドラマタイトルは『恋愛遊戯』（れんあいゆうぎ）。『恋愛遊戯』のほかにも『アニソン魂　ラジオミュージカル　アニ魂』や『ラジオ御伽草子　春蝉』などがあった。ラジオドラマは毎週約15分の短編ものとなっており、後半の約15分はパーソナリティとアシスタントのトークという構成になっている。又、番組が進むにつれて、30分内に短編ラジオドラマを2本放送し、トークをする構成となった。

## 放送詳細
- 葛飾エフエム放送（78.9MHz）
  - 本放送・毎週月曜日23:00～23:30
  - 再放送・毎週日曜日13:30～14:00
  - 再々放送・毎週日曜日23:00～23:30

## パーソナリティ・アシスタント

### 月間パーソナリティ
- 手代木宇
- 杉本雄司
- 中村昌弘

（一月ずつパーソナリティをローテーションしていた）

### 週間アシスタント
- 日高久美
- 松尾摩智子
- 上村直子
- 滝田陽麻里

## 放送作品・シリーズ

### 『恋愛遊戯』
- 日本各地を舞台に様々な主人公を描いた、ちょっぴり笑えて、ちょっぴり切ない、新感覚ラブストーリー。

### 『マキちゃん』シリーズ
- 主人公の“佐藤マキ”（さとうまき）は山形県酒田市にある北陸不動産酒田支店に勤める、ちょっと抜けた24歳のOL。惚れっぽい性格で、すぐに男性を好きになり、アタックしては見事にフラれる。というのが毎回のお決まりのパターン。山形の方言をイメージした「～～だず。」という喋り方をする。また、必ず毎回替え歌が作られており、童謡や懐メロの歌詞をマキの恋する気持ちや、その時のストーリーに沿った歌詞に書き換えられている。その替え歌を、マキがドラマの中で歌い上げる。

### 『理恵ちゃん』シリーズ
- 舞台は福島県福島市の飯坂温泉。主人公の“馬淵理恵”（まぶちりえ）は福島生まれ福島育ち。福島をこよなく愛して地元密着型の不動産会社で働く24歳のOL。全盛期の頃と比べ、下火になってしまっている飯坂温泉を、どうにか復興させるべくマーケティングに勤しむ日々。そんな中で知り合う男性をいつも好きになってしまう理恵。いい雰囲気にはなるものの、いつも切ない気持ちを残したまま恋は実らずに終わってしまう。

### 『だめんず三人組』シリーズ
- 20歳の大学2年生、“木島幸平”（きじまこうへい）、“秋野弘樹”（あきのひろき）、“高柳保”（たかやなぎたもつ）の、男性3人が主人公のドラマ。7歳の時、一緒に釣りに出かけて、3人して利根川で溺れかけてしまい、見知らぬ誰かに助けられたというふしぎな共通点を持っている。そして、揃いも揃って女の子に全然モテない、いわゆる『だめんず』である。初めての彼女をゲットする為、合コンやキャバクラなどに繰り出すが、毎回必ず3人揃って同じ女の子を好きになってしまう。又、物語が進むにつれて、利根川で溺れた過去の謎も明かされていく。

### 『アダルトモード』シリーズ
- 山口かおる主演のシリーズ作品。山口の曲「アダルトモード」にインスパイアされた、横澤丈二が脚本を手掛けた。山口かおる（役名）はアイドルアクトレスという、恋人代行の派遣を行っている会社（親会社は探偵事務所）の一員であり、依頼があれば日本全国津々浦々、即座に飛んでいく。依頼者の様々な問題を解決しながら華麗に仕事をこなす、姐さん的存在。
- レインボータウンエフエム放送にて放送中の「ラジオドラマ甲子園」では、続編にあたる「続・アダルトモード」シリーズがオンエアされている。

### 『アニソン魂　ラジオミュージカル　アニ魂』シリーズ
- オリビア学院という中高一貫の私立学院の高等部に通う、合唱部のオニオンリング（鬼塚典子）、マカロン（綾野姫あきら）、カステラ（湯島かなえ）、スイートポテト（種子島吾郎）の4人には、もう一つの顔がある。4人は水光（すいこう）の力を秘めた歌で、子供たちの未来を奪わんとする怪物、コーモシアと戦う戦士、AQUA4（あくあふぉー）。悪の親玉であり、その手先の怪物コーモシアを召喚するマッドロイヤーを倒すべく歌で戦う、ラジオミュージカル。又、AQUA4の4人は孤児院で育っており、親の顔を知らないという過去を持つ。

### 『ラジオ御伽草子　春蝉』シリーズ
- 主人公は“女乙池春蝉”（めおといけはるせみ）。悪意に満ち、人々を不幸の闇に陥れる化生（けしょう）から、罪なき人々を救う為に人知れず戦っている。春蝉は異形の力を用いて、化生に抗う術を持つ唯一無二の存在である。化生と戦う時は、剣に形を変える特殊なネクタイを使う。